# À demain mon amour
Pour le film américain de 1989, voir À demain, mon amour.
Pour plus de détails, voir Fiche technique et Distribution.
A demain mon amour est un film français réalisé par Basile Carré-Agostini, sorti en 2021.

## Synopsis
Le film s'intéresse à Michel Pinçon et Monique Pinçon-Charlot, un couple de sociologues français de renom. Après la fin de leurs travaux pour le compte du CNRS, ils continuent à œuvrer en accompagnant des classes, soutenant des mouvements sociaux comme celui des Gilets jaunes ou en écrivant.

## Fiche technique
- Titre : À demain mon amour
- Réalisation : Basile Carré-Agostini
- Scénario : Basile Carré-Agostini
- Musique : Stéphane Larrat
- Photographie : Basile Carré-Agostini
- Montage : Clémence Carré et Basile Carré-Agostini
- Production : Frédéric Dubreuil (producteur délégué)
- Société de production : Envie de tempête Productions et Les Films Grain de sable
- Société de distribution : Jour2Fête (France)
- Pays :  France
- Genre : Documentaire
- Durée : 92 minutes
- Dates de sortie : 
  - France : 15 décembre 2021 (première, Paris), 9 mars 2022

## Accueil
Valentine Guégan pour les Cahiers du cinéma estime qu'« à une époque qui ne parle que trop de résignation politique, les Pinçon-Charlot apparaissent comme un salutaire modèle d'idéalisme et de foi ». Murielle Joudet pour Le Monde écrit que « le documentaire n'est pas un panorama didactique de l’œuvre des Pinçon-Charlot, mais cherche à saisir dans le plus parfait quotidien où se loge la pratique intellectuelle, comment l'engagement politique affecte l'emploi des jours et le rapport aux autres ».